# Lago (Allande)
Lago, o Llago en asturià, és una parròquia del conceyu asturià d'Allande. Té una població de 26 habitants (INE Arxivat 2016-03-03 a Wayback Machine., 2011) per una superfície de 33,91 km², repartit en 8 nuclis de població.

## Entitats de població
- Lago: En el llogaret habiten 5 persones. Està situat a 885 msnm, en la vessant dreta del pic Lago, junt al riu Ouro, a uns 20 km de la capital del concejo, Pola de Allande. La seua església parroquial és d'una sola nau, amb capçalera quadrada i capella lateral. L'espadanya del segle xviii i la seua campana del xvi. Com és habitual en moltes esglésies de la zona, al seua costat hi ha un teix, arbre sagrat pels àsturs. Aquest presenta unes espectaculars dimensions de 9 metres d'altura i 5,5 metres de diàmetre, fet que fa que siga considerat com a Monument Natural.

- Carcedo de Lago
- Armenande
- Castanedo
- Montefurado
- San Pedro
- Villar de Castanedo
- Villardejusto